# Нора Навас
Нора Навас (ісп. Nora Navas, 24 квітня 1975, Барселона, Іспанія) — іспанська акторка.

## Вибіркова фільмографія
- 2010: Чорний хліб
- 2012: Апельсиновий мед

1. ↑  Deutsche Nationalbibliothek Record #1011195976 // Gemeinsame Normdatei — 2012—2016.
2. ↑  NUKAT — 2002.